# Manacor

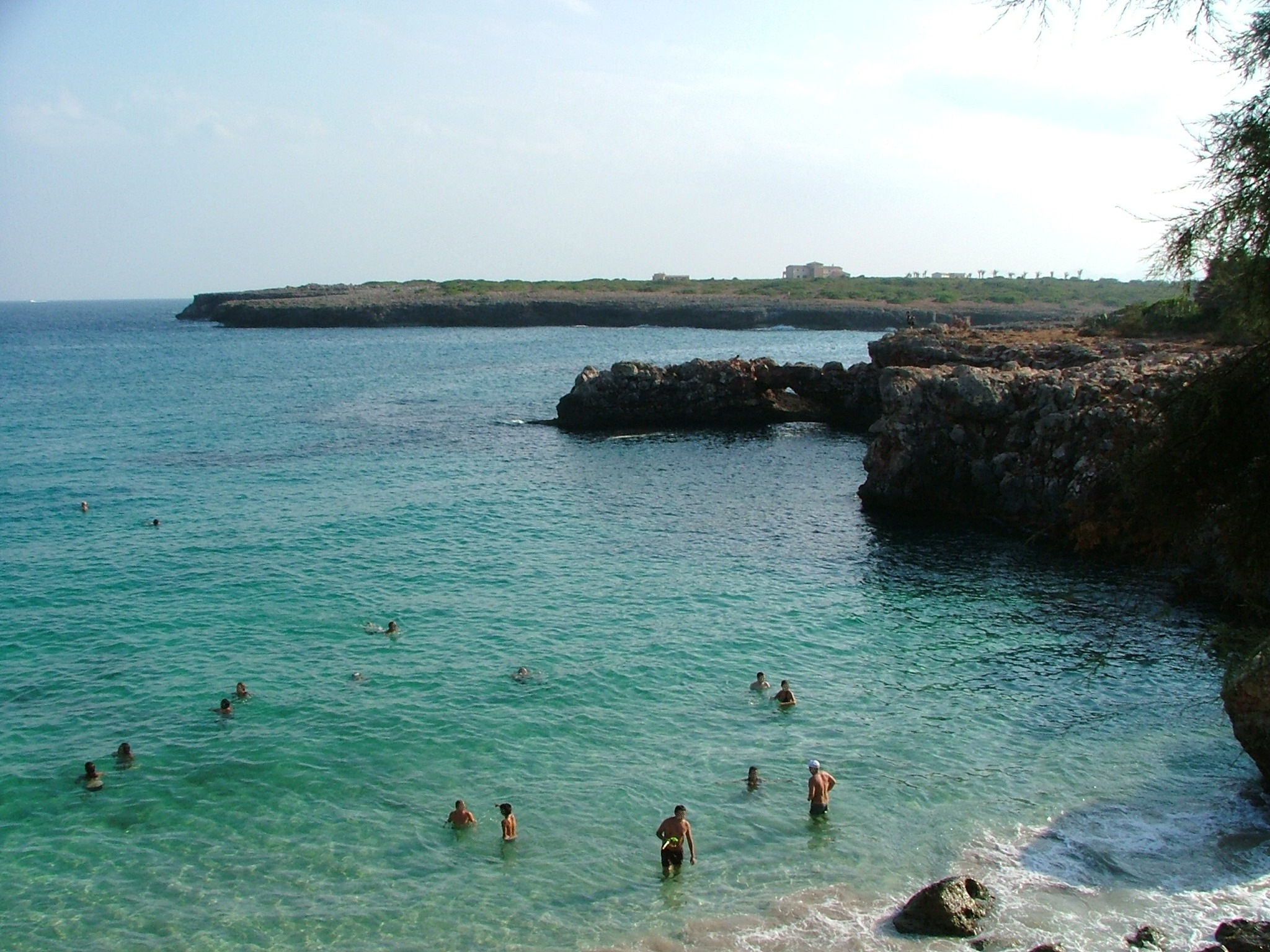
La Cala Morlanda à Manacor.

Manacor (en catalan et en castillan) est une commune d'Espagne de l'île de Majorque dans la communauté autonome des îles Baléares. Elle est la deuxième ville de l'île. Elle est située à l'est de l'île et fait partie de la comarque du Llevant.
Le site de Porto Cristo, connu pour les grottes du Drach et les grottes dels Hams, se trouve dans les environs.

## Histoire
Les premières indications d'occupation humaine dans la région de Manacor remontent à 2000-1200 av. J.-C. De cette période datent les criques artificielles comme lieux de sépulture (cova de s'Homonet à Son Ribot, Mitjà de ses Beies à Sa Sínia Nova, par exemple), et un type de construction similaire à la ' naveta, isolée ou regroupée en villages, qui servaient d'espaces de vie (sa Marineta, s'Hospitalet Vell)
De la culture mégalithique talayotique, les constructions les plus remarquables sont Hospitalet Vell, es Boc, Bellver, ainsi que les constructions de Bendrís, Son Sureda et Sa Gruta.
L'origine de la ville de Manacor remonte à l'époque d'avant la domination islamique. À Porto Cristo, les découvertes sous-marines d'objets montrent qu'il s'agissait d'un port romain. Les restes des basiliques de sa Carrotja et son Peretó prouvent l'existence de communautés chrétiennes bien établies.
Après l'invasion lancée par Jacques Ier d'Aragon, Nuño Sánchez reçut de celui-ci les terres de Manacor. En 1300, Jacques II accorde à Manacor un statut de municipalité. La Torre del Palau et la fortification de certaines maisons rurales comme la Torre de ses Puntes et la Torre dels Enagistes sont préservées par l'urbanisme moderne à Manacor.
Bien que l'étymologie du mot Manacor puisse être amazighe[réf. nécessaire], le blason de la ville (une main tenant un cœur) tire son origine de l'approximation phonétique[réf. nécessaire] du nom en langue catalane, comme d'autres blasons de l'île.
Originaire de Manacor, Simó Tort (en), était une personnalité des conflits sociaux médiévaux que connut l'île de Majorque.
Saint Vincent Ferrier (Ferrer en catalan) est venu à Manacor en 1414. En 1576, le couvent dédié au saint fut fondé, suivi de la construction d'une église baroque. Au début du siècle suivant commença la construction du cloître.
En 1879, la ligne de chemin de fer d'Inca à Manacor a été ouverte. Vers 1890 commença la construction de la nouvelle église paroissiale Nostra Senyora dels Dolors, située au même endroit que l'ancienne église. Le plus ancienne d'entre elles est documentée en 1232 et aurait été construite sur une mosquée arabe. Le clocher de l'église actuelle, emblème de la ville, est haut de 75 mètres. En 1897, la première fabrique de perles artificielles, la célèbre Majorica, est fondée. Ainsi Manacor est devenu le centre commercial et industriel du Llevant. En 1912, Manacor reçut le statut de ville.
En 1936, pendant la guerre civile espagnole, il y a eu une tentative de débarquement des forces républicaines près de Porto Cristo. Elle fut repoussée par les forces franquistes. Le maire de Manacor, Antoni Amer Llodrà "Garanya", fut assassiné par les fascistes. 
En 1937, toujours durant la guerre d'Espagne, les femmes républicaines des Roges des Molinar, dont font partie Catalina Flaquer et ses deux filles, ainsi qu'Aurora Picornell sont assassinées à Majorque par les nationalistes. Dans le cadre de la récupération historique, les recherches se poursuivent longtemps pour retrouver toutes les dépouilles. En 2022 et 2023, les corps de ces résistantes sont officiellement identifiés dans une fosse commune du cimetière de Son Coletes situé dans la ville. La ville de Manacor leur rend désormais un hommage officiel.

## Géographie

Localisation de Manacor dans l'île de Majorque

Manacor se trouve sur la côte orientale de Majorque. Son relief n'est pas très prononcé. La commune peut se diviser en trois zones géographiques: la région plate du Pla, où se dresse la ville de Manacor,  la Serra de Llevant, caractérisée par son relief doux et la Marina, qui est formée de pierre granuleuse blanche et qui s'incline vers la mer. Ces karst calcaires ont favorisé l'apparition de grottes. Les plus remarquables pour leur beauté sont les grottes del Drach (grottes du Dragon) et les Grottes dels Hams (grottes des Hameçons). Près de la côte, se trouve l'une des plus longues grottes sous-marines connues en Europe : le système Gleda-Camp des Pou qui mesure plus de 13 km de long.
La côte de Manacor est marquée par de nombreuses criques, certaines assez profondes : S'illot (en), Cala Morlanda, Cala Petita, Porto Cristo, Cala Anguila, Cala Mendia, s'Estany d' en Mas, Cala Falcó, Cala Varques, Cala Sequer, Cala Magraner, Cala Pilota, Cala Virgili, Cala Bota, Cala Antena, Cala Domingos et Cala Murada.

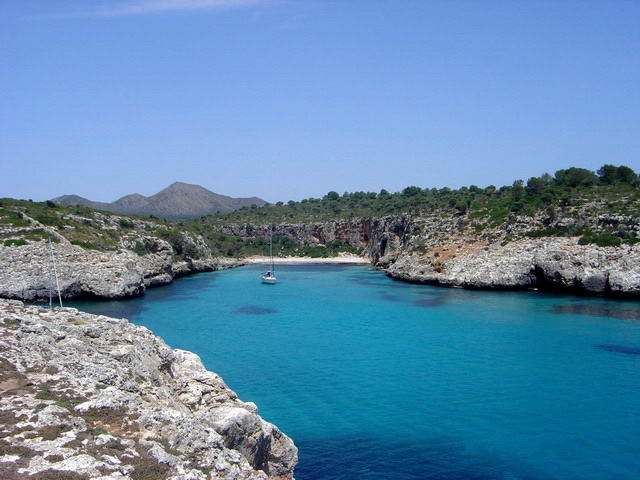
Cala Magraner

Le climat est méditerranéen, avec des hivers généralement doux et des étés chauds. Pendant les mois de juillet et août, le temps est chaud et ensoleillé, avec environ 11 heures de soleil par jour. Pendant l'hiver, le temps peut devenir frais, mais doux. La température moyenne annuelle est comprise entre 16 et 17 °C.

## Économie
Manacor se caractérise par une industrie spécifique : la fabrication artisanale de perles artificielles, dites « perles de Manacor » ou « perles de Majorque ». Réalisées à partir de la fin du XIXe siècle, ces perles imitent les couleurs des perles de culture et présentent différents calibres. On les obtient en faisant tremper des billes de verre dans une nacre qui provient d'écailles de poisson.

## Personnalités liées à la commune
- Jaume Vidal Alcover, écrivain;
- Joan Gomis Vies, champion du monde de chasse sous-marine;
- Miquel Mas Gayà, champion du monde de cyclisme;
- Elena Gómez, championne du monde de gymnastique;
- Rafael Nadal, joueur de tennis ; il a créé à Manacor son académie, la Rafa Nadal Academy;
- Miguel Ángel Nadal, footballeur et international espagnol, notamment joueur du FC Barcelone;
- Toni Nadal, entraîneur de tennis;
- Albert Riera, joueur de football, notamment aux Girondins de Bordeaux;
- Luis Ladaria Ferrer, secrétaire de la congrégation pour la doctrine de la foi;
- Luis Abbou, écrivain[8];
- Maria Antònia Oliver (1946-2022), romancière espagnole;
- Les Roges des Molinar (en français : "Rouges du Molinar"), groupe de cinq femmes républicaines fusillées par les nationalistes en 1937 (Aurora Picornell, Belarmina González Rodríguez, Catalina Flaquer et ses deux filles Antònia et Maria, dont les corps sont retrouvés dans une fosse commune du cimetière Son Coletes de Manacor[9].